# Gefährliche Liebschaften (Musical, 2015)

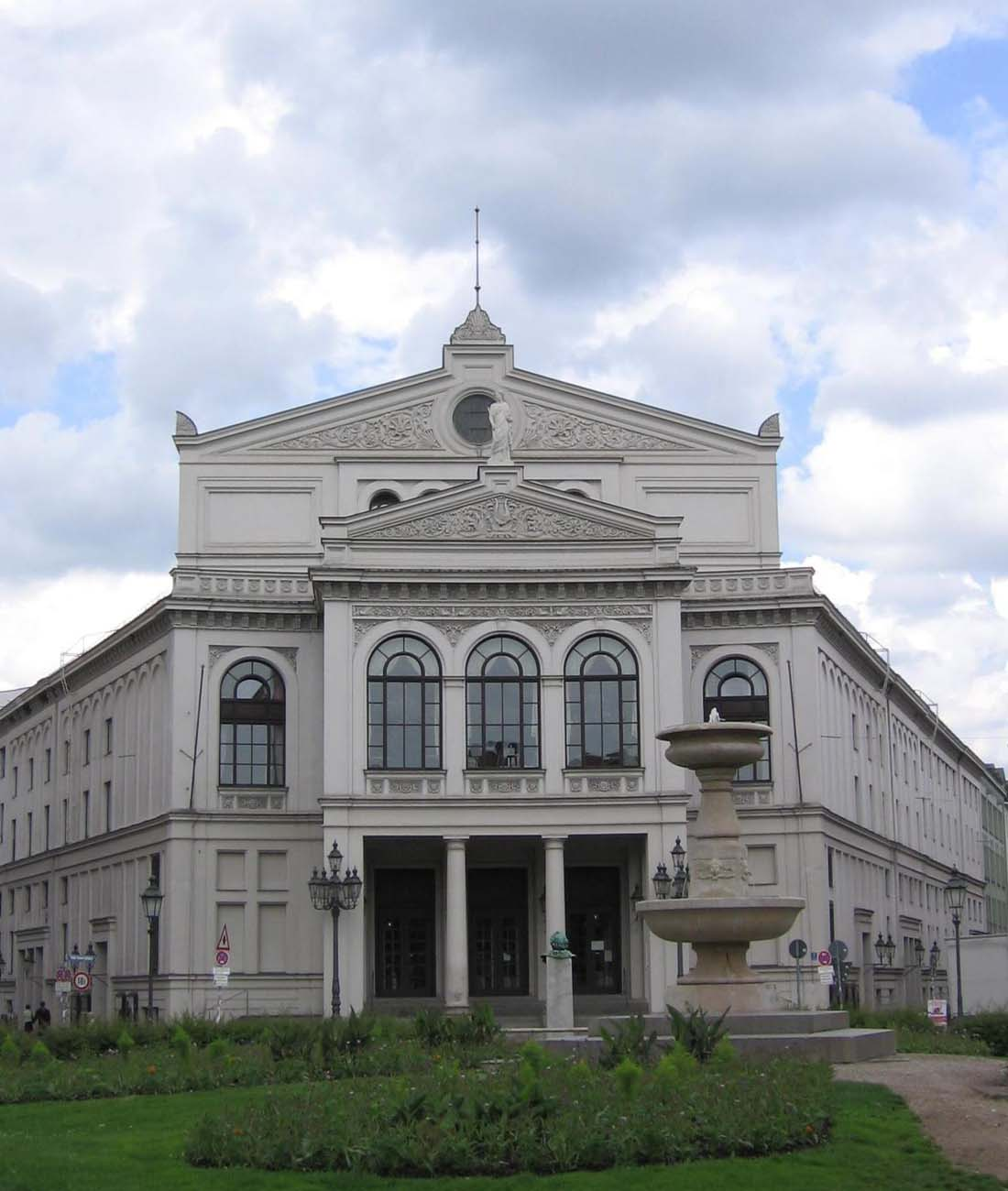
Ort der Uraufführung: Das Staatstheater am Gärtnerplatz

Gefährliche Liebschaften ist eine Musical-Adaption des Briefromans Gefährliche Liebschaften (franz.: Les Liaisons dangereuses) von Pierre-Ambroise-François Choderlos de Laclos mit Musik von Marc Schubring und Text von Wolfgang Adenberg. Das Musical wurde am 22. Februar 2015 unter der Regie des Intendanten Josef E. Köpplinger am Staatstheater am Gärtnerplatz in München uraufgeführt.
Die musikalische Leitung hatte Andreas Kowalewitz, die Orchestrierung übernahm Frank Hollmann. Das Bühnenbild stammte von Rainer Sinell, die Kostüme von Alfred Mayerhofer.

## Inhalt
Um sich an einem alten Liebhaber, dem Comte de Gercourt, zu rächen und ihn zum Gespött der Pariser Gesellschaft zu machen, plant die Marquise de Merteuil, dessen jugendliche Verlobte Cécile, die gerade aus einer Klosterschule entlassen wurde, noch vor der Hochzeit entjungfern zu lassen. Hierzu benötigt sie die Hilfe ihres früheren Geliebten Vicomte de Valmont, ein Schürzenjäger, der sich wie sie selbst nicht an moralische und traditionelle sexuelle Normen gebunden fühlt. Da Valmont eigentlich die Marquise begehrt, es ihm außerdem zu leicht ist, ein 16-jähriges Mädchen zu verführen und er zudem ein Auge auf die tugendhafte, moralische Madame de Tourvel geworfen hat, schließen die Marquise und Valmont eine Wette ab, dass wenn er es schafft Madame de Tourvel zu verführen, die Marquise wieder mit ihm schlafen wird. Auch wenn es Valmont gelingt, auf intrigante und brutale Art und Weise die Bedingungen der Wette zu erfüllen, verweigert ihm die Marquise den vereinbarten Preis. Valmont ist der Wetteinsatz auch nicht mehr so wichtig, denn er hat sich in Madame de Tourvel verliebt. Nachdem die Madame sich das Leben nimmt, Valmont im Duell mit Céciles Verlobten stirbt und die Marquise glaubt, die Intrige bleibe nun im Verborgenen, werden die Briefe zwischen ihr und Vicomte öffentlich und jeder erfährt von der wahren, unmoralischen Seite der Marquise.

## Ensemble der ersten Spielzeit (München, ab 22. Februar 2015)

### Besetzung
- Regie: Josef E. Köpplinger
- Orchestration: Frank Hollmann
- Musikalische Leitung: Andreas Kowalewitz
- Regie und Licht: Josef E. Köpplinger
- Choreografie und Co-Regie: Adam Cooper
- Bühne: Rainer Sinell
- Kostüme: Alfred Mayerhofer
- Dramaturgie: Michael Otto

### Darsteller
- Anna Montanaro: Marquise de Merteuil
- Armin Kahl: Vicomte de Valmont
- Julia Klotz: Madame de Tourvel
- Anja Haeseli: Cécile de Volanges
- Florian Peters: Chévalier de Danceny
- Gisela Ehrensperger: Madame de Rosemonde
- Carin Filipcic: Madame de Volanges
- Erwin Windegger: Azolan
- Anna Thorén: Joséfine de Fontillac

## Rezeption
Klaus Kalchschmid von der Deutschen Bühne sagt zum Stück: "Wolfgang Adenberg, von dem Buch und Liedtexte stammen, destillierte aus dieser bitterbösen Vorlage ein musikdramaturgisch hervorragend gebautes Musical, das sich schon gegen Ende des ersten Akts zuspitzt und gegen Ende immer mehr Fahrt aufnimmt. Marc Schubring komponierte eine, von Frank Hollmann exzellent instrumentierte Musik dazu, die stetig dramatischer und dissonanter wird." Antonia Goldhammer vom Bayrischen Rundfunk nennt das Stück "ein tragisches Musical, das damit Seltenheitswert genießt, das aber auch eine mutigere, radikalere kurz konsequentere Inszenierung verdient." Zudem bemängelt Goldhammer: "die für diese Tragödie nötige Empathie, der Schock über die menschenverachtenden Intrigen stellt sich erst mal nicht ein." Für Wolf-Dieter Peter von der Neuen Musikzeitung hakt das Musical an der Musik, und er bemerkt "es bleibt nichts hängen im Film-Sound-Gewoge, das die wohl Rock-Konzert-geschädigte Tontechnik zumindest im ersten Teil dröhnend verstärkte und alle Stimmen zudeckte."

## Auszeichnungen
Im August 2015 wurden Kreative und Ensemble von Gefährliche Liebschaften in sieben Kategorien für den Deutschen Musical Theater Preis 2015 nominiert. Das Stück wurde am 26. Oktober 2015 im Rahmen der Verleihungen des Preises als Bestes Musical und in den Kategorien Beste Komposition, Beste Musikalische Gestaltung und Bestes Kostüm ausgezeichnet. Zudem hatte man Julia Klotz zur Besten Darstellerin gewählt.

## Belege
1. ↑  Klaus Kalchschmid: Musiktheaterkritik. Tödliche Liebes-Macht-Spiele. (Memento des Originals vom 4. Oktober 2015 im Internet Archive)  Info: Der Archivlink wurde automatisch eingesetzt und noch nicht geprüft. Bitte prüfe Original- und Archivlink gemäß Anleitung und entferne dann diesen Hinweis. In: Die Deutsche Bühne, 23. Februar 2015.
2. ↑  Antonia Goldhammer: Psychoterror und seelische Qualen. 'Gefährliche Liebschaften' am Gärtnerplatz. (Memento vom 5. Oktober 2015 im Internet Archive) In: Bayerische Rundfunk Online, 23. Februar 2015.
3. ↑  ‚Gefährliche Liebschaften‘ - Eine Uraufführung des Münchner Gärtnerplatztheater. In: Bayerische Rundfunk Klassik, 23. Februar 2015.
4. ↑  Wolf-Dieter Peter: Raffinessen, dröhnend veräußerlicht – Uraufführung des Musicals 'Gefährliche Liebschaften' in München. In: nmz.de, 24. Februar 2015.
5. ↑  Der Deutsche Musical Theater Preis 2015: Die große Zeremonie In: musical1.de, 27. Oktober 2015.